# أسورا (فلم)
أسورا (بالصينية: 阿修罗) هو فيلم ملحمي صيني مبني على الميثولوجيا البوذية وهو من إخراج بينغ جانغ وبطولة ليو وو وكارينا لاو وتوني ليانغ ومينغ داو. تتكلم قصة الفيلم عن الإله أسورا وألذي يهدد بانقلاب من من كائنات الجنة الأقل شأن.

## البطولة
- ليو وو بدور روي
- كارينا لاو بدور الملك أسورا زعيم المكر
- توني ليانغ بدور الملك أسورا زعيم الصحراء
- مينغ داو بدور الطبيب
- زهانغ إيشانغ بدور هوا
- داميين والترز
- مات ويليام نولز بدور راوا
- عمر خان بدور جيون
- جيجي فيشولد
- بول فيليب كلارك
- أوغستس دو غاي
- ألكسندر جاي غاي
- رون سومرنبورغ
- جينين ديربيز
- جوزيف كاستيو
- شاكيرودين ألادي
- بونيتكس جونيور

## روابط خارجية
- مقالات تستعمل روابط فنية بلا صلة مع ويكي بيانات